# Прангос
Пра́нгос (лат. Prāngos) — род двудольных растений семейства Зонтичные (Apiaceae). Выделен британским ботаником Джоном Линдли в 1825 году.
Народные названия — аю-чач, шашир, юган, югон.

## Распространение
Представители рода встречаются в центральной и юго-западной Азии и в Средиземноморье.

## Общая характеристика
Многолетние травянистые растения.
Корень конический, удлинённый, древесный.
Стебель прямостоячий, ветвистый.
Листья заострённые, перистые, линейные; верхушечные листья меньшие по размеру.
Соцветие — зонтик. Цветки с подогнутыми лепестками белого или жёлтого цвета; форма лепестков — эллиптическая или яйцевидная.
Плоды от продолговатой до эллипсоидной формы с придатками в виде крылышек. Семена загнутые.

## Классификация
По информации базы данных The Plant List, род включает 19 видов:
- Prangos acaulis Bornm.
- Prangos ammophila (Bunge) Pimenov & V.N.Tikhom.
- Prangos arenaria Pimenov
- Prangos bucharica B.Fedtsch.
- Prangos cachroides (Schrenk ex Fisch. & C.A.Mey.) Pimenov & V.N.Tikhom.
- Prangos didyma (Regel) Pimenov & V.N.Tikhom.
- Prangos ferulacea (L.) Lindl.
- Prangos herderi Herrnst. & Heyn
- Prangos latiloba Korovin
- Prangos ledebourii Herrnst. & Heyn
- Prangos lipskyi Korovin
- Prangos lophoptera Boiss.
- Prangos meliocarpoides Boiss.
- Prangos odontalgica (Pall.) Herrnst. & Heyn
- Prangos ornata Kuzmina
- Prangos pabularia Lindl. — Прангос кормовой
- Prangos sarawschanica Korovin
- Prangos trifida (Mill.) Herrnst. & Heyn
- Prangos uloptera DC.